# Domaine des Saveurs - Les Planons
Le Domaine des Saveurs – Les Planons (anciennement musée départemental de la Bresse-Domaine des Planons) est un musée situé au cœur du bocage bressan, à Saint-Cyr-sur-Menthon, dans le département de l’Ain, en région Auvergne-Rhône-Alpes. Ce musée de société est consacré à la vie quotidienne en Bresse du XVIIIe siècle à nos jours.
La ferme bressane dite la ferme des Planons, qui se trouve sur le domaine est classée au titre des monuments historiques par arrêté du 25 juin 1938.

## Historique du musée
Le musée départemental de la Bresse est implanté sur l'ancien domaine agricole des Planons comprenant une ferme typiquement bressane, la ferme des Planons composée de cinq corps de bâtiment réunis autour d'une cour carrée et d'un parc de plus de 20 ha. Cet ensemble architectural unique compte parmi les premières fermes protégées de l'Ain avec un classement au titre des monuments historiques dès le 25 juin 1938.
Habité de 1490 à 1992 et exploité jusqu'en 1984, le domaine a été racheté en 1989 par le conseil général de l'Ain en vue de créer un musée. Durant trois ans, les bâtiments ont fait l'objet d'une restauration.
Le musée départemental de la Bresse ouvre pour la première fois au public en 1995 pour les Journées du patrimoine. En juin 2005, un nouveau bâtiment vient parachever le projet du musée et accueille le visiteur.
Le musée départemental de la Bresse-domaine des Planons est récompensé par la première mention spéciale du prix du musée européen de l'année en 2007, puis reçoit en 2011, le label « Architecture remarquable de terre en Europe ».
Le 13 décembre 2019, une consultation est lancée par le conseil départemental de l'Ain afin de choisir le nouveau nom du musée qui sera axé sur le thème de la gastronomie et de l’art du bien manger,. Les noms soumis aux votes sont le Domaine des Saveurs, le MIAM et l'Éclosoir. Le 26 février 2020, le nouveau nom est dévoilé et il s'agit de Domaine des Saveurs - Les Planons.

## Les bâtiments du musée
La ferme bressane

Ferme bressane.

Sur le haut du domaine, les cinq corps de bâtiment sont ordonnés autour d'une cour fermée desservie par un « passou ». La construction de la ferme bressane à cheminée sarrasine, des granges et des remises s'étend de la fin du XVe au XIXe siècle.
Ces bâtiments résument l'évolution de la construction rurale traditionnelle en Bresse : toits en tuiles-canal reposant sur une charpente en chêne; ossature à pans de bois de chêne, fondée sur un soubassement en briques appelées carrons, et remplissage en torchis de terre et paille bâti sur un clayonnage d'aulne pour la maison d'habitation ; maçonnerie de pisé sur un soubassement de pierres murueuses ou en briques pour les écuries ou étables.
La maison d'habitation abrite une reconstitution des biens du fermier laboureur Benoît Chaffol d'après l'archive notariale d'inventaire après décès de 1784, faisant de la visite de ces bâtiments historiques un des temps forts du parcours.
La mise en scène dans la chambre du maître et celle des valets, dans la cuisine et le lavoir permet de comprendre la vie des fermiers à l'époque.
Dans les dépendances, le matériel agricole, des maquettes tactiles, des panneaux explicatifs des techniques de construction traditionnelle et de l'habitat en Bresse ainsi que la salle avicole sur la célèbre volaille de Bresse complètent la visite.
Deux mares attenantes aux bâtiments historiques accueillent canards et oies, tandis qu'une aire d'élevage sur le côté reçoit 300 poulets de Bresse, élevés dans le respect de la norme AOC.
La coopérative laitière

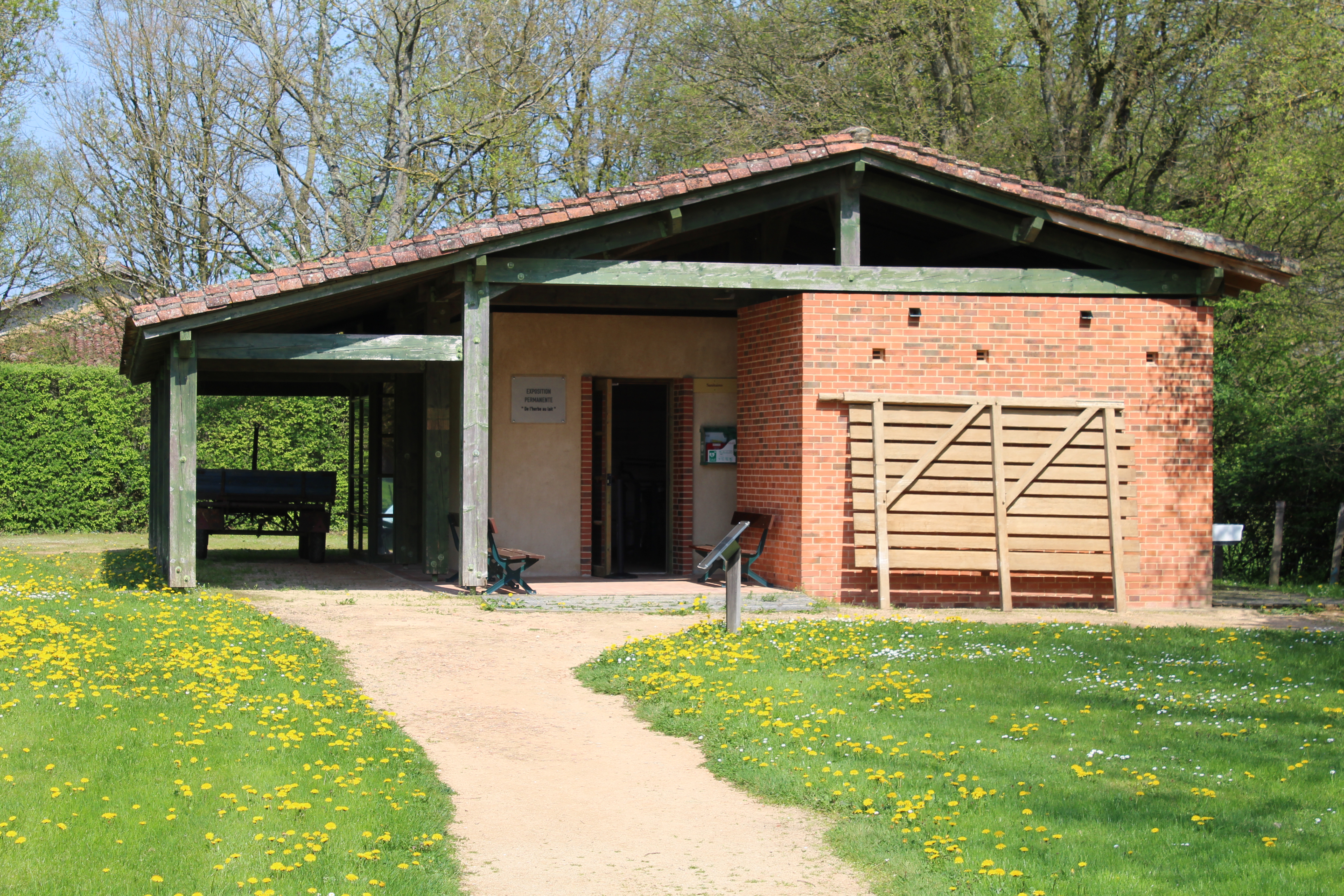
Coopérative laitière.

Reconstitution d'une coopérative beurrière et fromagère au début du XXe siècle.
Le bâtiment de 2005
De verre, de béton et de métal, ce bâtiment a été conçu dans le respect de l'harmonie du paysage. Semi-enterré, il épouse les courbes naturelles du terrain et possède une toiture végétalisée. Il témoigne de la volonté de ses concepteurs de ne pas pasticher l'architecture traditionnelle et de créer un musée en prise avec son temps. Il abrite les expositions permanentes et temporaires.

## Les collections du musée
Mis en scène parmi des ondulations de verre dans le nouveau bâtiment ou dans la ferme, le musée expose plus de 3 500 objets de collection.

### Costumes et parures traditionnels
Cette collection possède notamment un ensemble caractéristique de bijoux en émaux bressans et de coiffes. En écho à leur présentation, des peintures, des articles publicitaires et des photographies prolongent la découverte de ces apparats.
Chapeaux
Original et inimitable, le grand chapeau est la pièce maîtresse de la parure de fête et un signe d'appartenance géographique et de distinction sociale. Son apparition remonterait au XVIe siècle. Il fut délaissé progressivement au cours de la première moitié du XXe siècle, jugé trop encombrant et démodé. Le chapeau féminin, toujours noir, est également constitué d'une élégante cheminée surplombant un large plateau de feutre, encadrés de longs pans de dentelle noire: cheminée en cône appelée "coupée" ou "drèpe", cheminée cylindrique, "brelot" à dimension plus réduite, chaîne et boîte à chapeau...
Bonnets et coiffes
Bonnet de satin orné de rubans pour le baptême, coiffe brodée de fils d'or et d'agent pour le mariage, "coiffetraz à mentonnière" au rang de dentelle tuyautée, dont le nombre est proportionnel à l'aisance financière de celle qui le porte.
Sabots

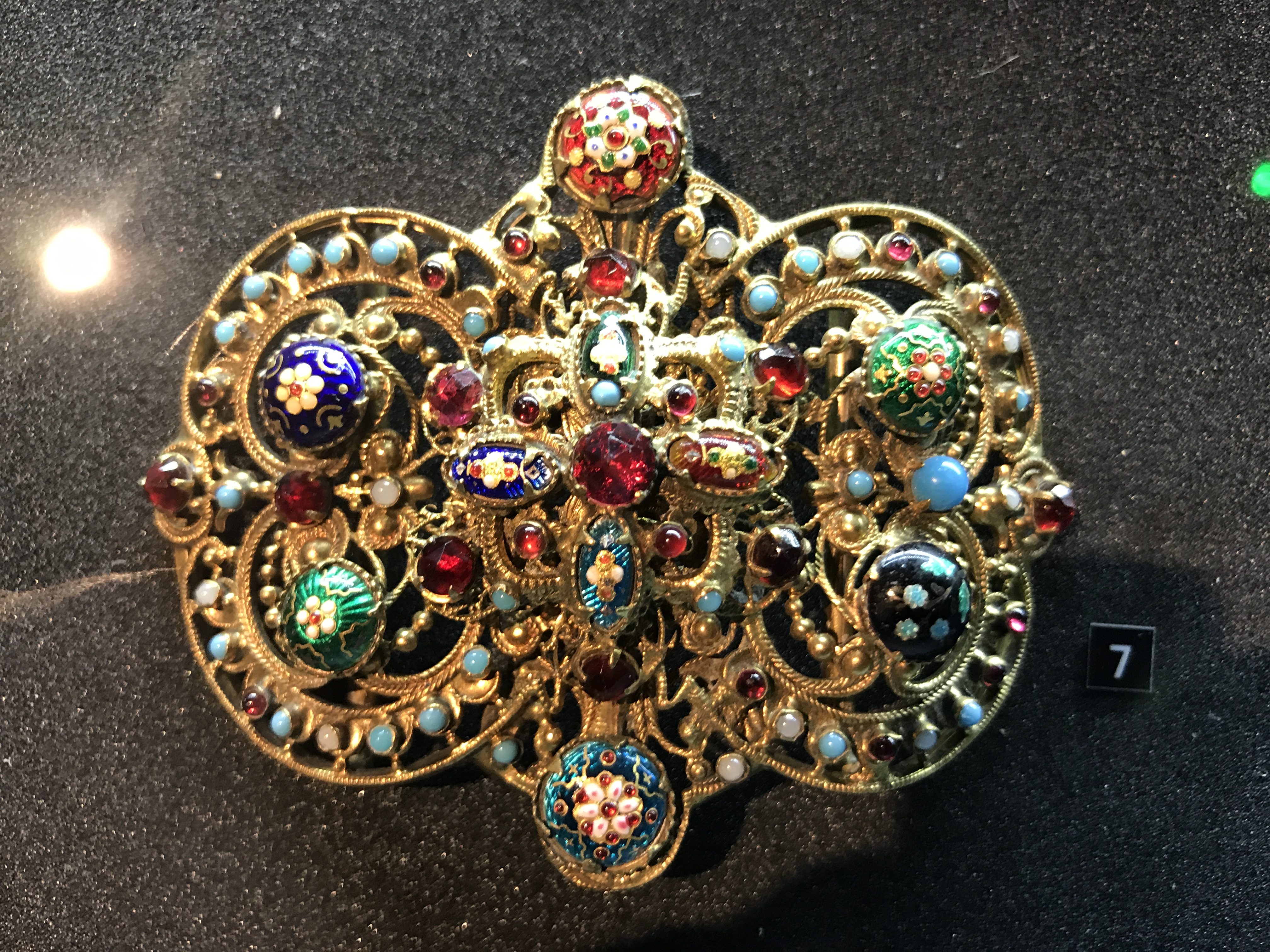
Émaux bressans.

En bois de bouleau et fabriqués artisanalement, ils seront portés par les paysans bressans jusque l'Entre deux-guerres. Sabots sculptés, peints, modèles plus légers aux motifs de fleurs, de fruits, de feuillages avec ou sans brides de cuir coloré et ciselé pour aller à la ville, à la messe ou à la fête.
"Devantis" et tabliers, châles
La pointe dit "mouchoir de col" au XIVe siècle désigne en Bresse un fichu de soie ou de coton de couleur sombre, garni de franges, de broderies ou de dentelles et couvrant le haut du dos.
Émaux bressans
Reçus en cadeau, hérités de sa mère, transmis à sa petite-fille, les émaux bressans accompagnent les rites familiaux. Les occasions d'offrir ces émaux et la manière de les porter ne sont pas laissées au hasard. Croix reçue pour la communion, collier offert pour les "approchailles" (fiançailles) ou pour les noces, bague au décor de pensée, collier d'esclavage, épinglette ou "épinglo" bressan qui sert à agrafer la bavette de tablier, créoles ou poissardes (boucles d'oreilles)...le musée possède également des pièces plus grandes en émaux bressans tels que parures bourgeoises dans leur écrin, bénitier et parure de bureau réalisée pour le shah d'Iran.
Mobilier bressan
Ce mobilier régional, dont l'armoire est la pièce maîtresse, connaît son apogée au XIXe siècle. La caractéristique essentielle du style bressan tient dans la juxtaposition d'essences aux tons contrastés: bois foncés et unis dans les traverses, pieds et corniches (chêne, merisier, noyer), et bois plus clairs et mouchetés dans les panneaux chantournés et moulurés (loupe d'orme, loupe de frêne, poirier). Le décor gravé, sculpté ou marqueté met à l'honneur des motifs directement inspirés de la nature, des formes géométriques ou des ornements comme le cœur.
Le musée présente des armoires, mais également des coffres, des lits, des tables, du mobilier d'enfant...présentés pour la plupart dans la reconstitution de l'intérieur de la ferme.
Instruments de musiques
Vielle à roue, cornemuse-musette du ménétrier, tambour, flûte à bec de Pierre Jaillard dit Peter Bressan...et tableaux représentant des joueurs ou des noces bressanes sont exposés au musée.
Alimentation et traditions culinaires
La Bresse, terroir du bien-manger, s'appuie sur une tradition gastronomique et des productions de qualité, valorisées dès la fin du XVIIIe siècle pas des gastronomes comme Brillat-Savarin ou Lucien Tendret, tous deux natifs de l'Ain.
Le musée possède de nombreuses collections sur la thématique de l'alimentation dont :
- plus de 1 700 menus provenant majoritairement de Bresse, des pays de l'Ain et de la région lyonnaise, mais également des menus historiques et présidentiels. La période couverte — du XIXe au début du XXIe siècle — permet de mesurer l'évolution de l'art culinaire des produits cuisinés, des recettes... ;
- 270 coquetiers de forme et de matériaux divers : sur pied, à balustre, en tulipe, diabolos ou bobinos, sans pied, à soucoupe, commémoratif, zoomorphe... en coffret, en plat de service, avec coupe-œuf ;
- des œufs peints enluminés, des calligraphies, des sculptures et des barbotines polychromes représentants des poules, coqs ou canards ;
- des pots, des cruches, des fourneaux miniatures (fourneaux de maîtrise réalisés par des compagnons fondeurs, de démonstration ou jouets), mais également des porcelaines et autres pièces d'orfèvrerie.

## Expositions temporaires
- Toqués de cuisine, 9 juin 2006 - 1er novembre 2007
- Entendez-vous dans nos campagnes ? Le monde rural et la Grande Guerre, 27 juin 2008 - 1er novembre 2009
- Terroir et étiquettes : une histoire d’image(s), 27 juin 2010 - 13 novembre 2011
- Henry Grosjean (1864-1948). De Paris à la Bresse, 28 avril 2012 - 15 novembre 2013
- 2e rendez-vous de l’art contemporain au musée, 7 septembre - 15 novembre 2013
- 3e rendez-vous de l’art contemporain au musée, 26 septembre - 15 novembre 2014
- Émaux de Bresse, joyaux du quotidien, 29 juin 2014 - 15 novembre 2015
- Tournassoud, un commandant-photographe, 17 juin 2016 - 15 novembre 2017
- Mémoires de Bressans, 19 mai - 15 novembre 2018
- Éleveuses de volailles de Bresse-Cheffes de restaurant. Regards sur les femmes de l'Ain, septembre 2017 - 15 novembre 2018
- L'Ain au menu, un art de la gastronomie, 4 mai 2018 - 15 novembre 19

## Identité

### Logos

Logo jusqu'en 2020.
Logo depuis 2020.